# Amaranthus floridanus
Amaranthus floridanus är en amarantväxtart som först beskrevs av Sereno Watson, och fick sitt nu gällande namn av J. D. Sauer. Amaranthus floridanus ingår i släktet amaranter, och familjen amarantväxter. Inga underarter finns listade i Catalogue of Life.